# Sveriges hembygdsförbund

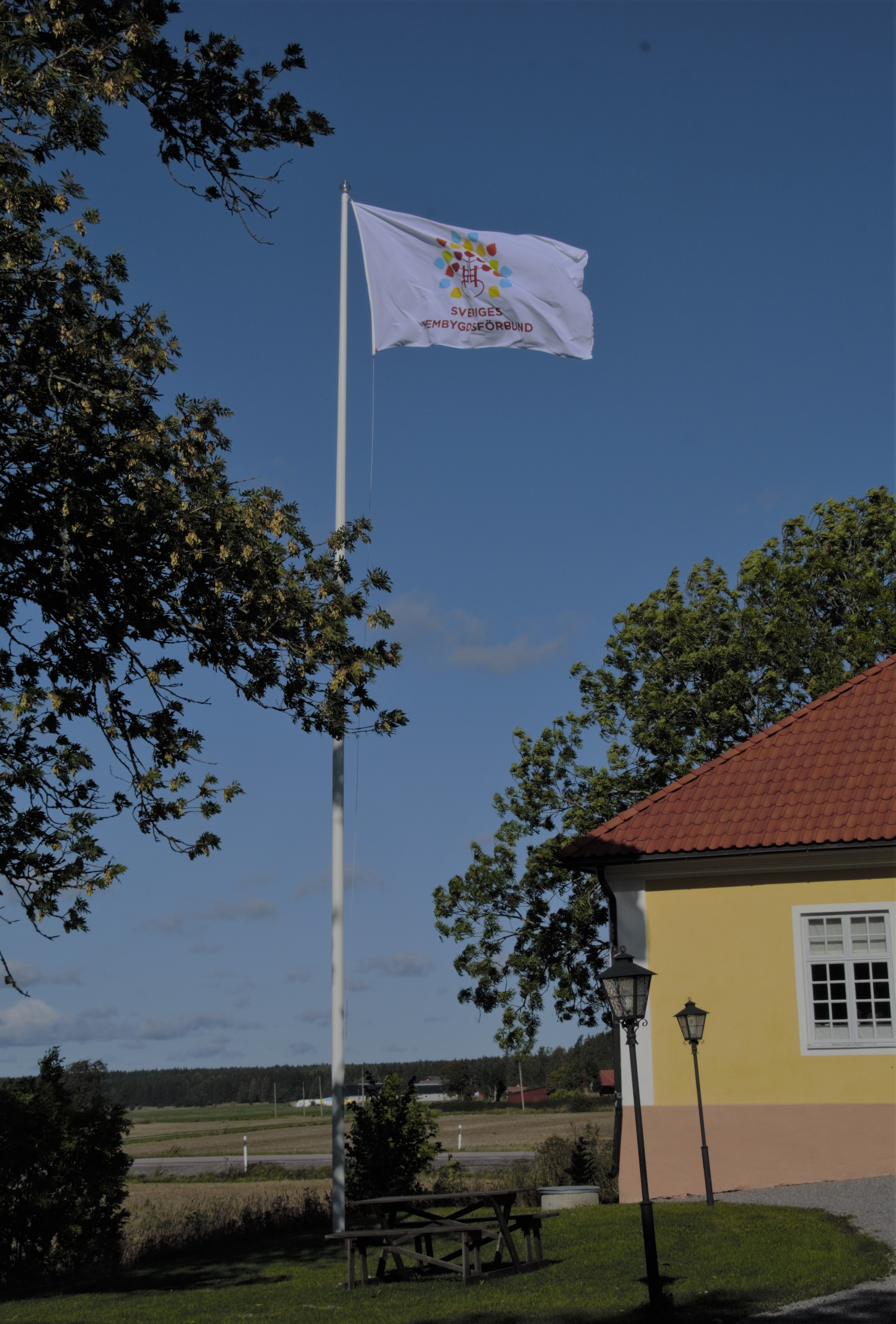
Sveriges hembygdsförbunds flagg utanför Karleby tingshus i Simtuna socken

Sveriges hembygdsförbund är riksorganisation för den svenska hembygdsrörelsen. 
Sveriges hembygdsförbund omfattade 2022 26 regionala hembygdsförbund, vars upptagningsområde bygger på län eller landskap. I de regionala hembygdsförbunden ingick 2022 drygt 2.060 hembygdsföreningar med sammanlagt omkring 400.000 medlemmar.

## Historik
År 1916 bildades Samfundet för Hembygdsvård, ett riksomfattande förbund som 1975 förändrades till rörelsens egentliga riksorganisation, Riksförbundet för Hembygdsvård. Sedan 1991 heter riksorganisationen Sveriges hembygdsförbund.

## Verksamhet
En stor del av verksamheten är inriktad på gemensamma frågor kring föreningslivets villkor samt arbete med kulturmiljön och den lokala historien. Många hembygdsföreningar fungerar som remissinstans på kommunal nivå och Sveriges hembygdsförbund strävar efter att lyfta upp och belysa frågor på riksnivå.
Sedan 1920 ger förbundet ut tidskriften Bygd och natur. Förbundet driver Hembygdsportalen som fungerar som hemsida för förbundet och medlemsföreningarna. Sedan april 2020 ingår även lokal hembygdsinformation som tidigare legat i webbplatsen bygdeband.se.
Generalsekreterare sedan 2008 är Jan Nordwall. Sedan 2021 är Anna-Karin Andersson från Grangärde styrelseordförande .